# Agdistis heydeni
Agdistis heydeni là một loài bướm đêm thuộc họ Pterophoridae. Nó được tìm thấy ở miền tây châu Á, miền nam châu Âu, Hungary, Ba Lan, Bắc Phi và quần đảo Canaria.
Ấu trùng ăn Atriplex halimus và Stachys glutinosa. Các loại thực vật làm thức ăn các loài được ghi chép lại bao gồm Lamium, Origanum, Calamintha và Phlomis.

## Phụ loài
- Agdistis heydeni heydeni
- Agdistis heydeni canariensis Rebel, 1896 (quần đảo Canary)